# Walter Ratt
Walter Ratt (* 13. Mai 1954 in Bludenz) ist ein oberösterreichischer freiheitlicher Politiker und war vom 23. Oktober 2015 bis 2021 Landtagsabgeordneter. Zudem war er Vizebürgermeister der Gemeinde Mauerkirchen. Er besuchte von 1964 bis 1972 das BG/BRG Bludenz, bevor er nach einem Jahr als Einjährig-Freiwilliger beim Bundesheer Rechtswissenschaften an der Universität Innsbruck studierte.

## Auszeichnungen
- 1988: Bundesheerdienstzeichen 2. Klasse des Bundesministerium für Landesverteidigung
- 1991: Wehrdienstmedaille in Gold des Militärkommando Oberösterreich
- 2015: Silbernes Ehrenzeichen der Republik Österreich
- 2021: Ehrenlandesobmann des Oberösterreichischen Seniorenringes
- 2022: Ehrenmedaille in Gold der Freiheitlichen Partei Österreichs, Landesgruppe Oberösterreich
- 2022: Konsulent für Soziales der Oberösterreichischen Landesregierung
- 2022: Silbernes Ehrenzeichen des Landes Oberösterreich[1]